# Kencot
Kencot is een civil parish in het bestuurlijke gebied West Oxfordshire, in het Engelse graafschap Oxfordshire met 101 inwoners.